# 朱誠淥
保安昭和王朱誠淥（1466年—1501年7月10日），明朝秦藩第五代保安王，保安莊簡王朱公鋉之庶第七子，保安榮穆王朱誠潢之弟，生母陳氏。

## 生平
成化二年（1466年）生。成化四年（1468年），獲賜名誠淥。後封鎮國將軍。
弘治八年（1495年），保安榮穆王朱誠潢去世，絕嗣。弘治十年十一月甲子（1497年12月20日），朱誠淥襲封保安王。
弘治十四年六月壬寅（1501年7月10日）薨，享年三十六歲，在位五年，諡號昭和。因其子早卒無嗣，其弟鎮國將軍朱誠漖在七年後襲爵。

## 家庭

### 妻
- 王氏，初封鎮國將軍夫人，弘治十年（1497年）進封保安王妃[4]。

### 子
- 嫡第二子：朱秉桸，夭折[6]